# Comitent
El comitent és la persona que paga i encarrega a una altra persona (mestres d'obra, artistes, etc.) la realització d'una obra d'art. El comitent pot ser una o diverses persones, o una organització o comunitat. El comitent no té per què ser a més la persona que rep o gaudeix de l'obra d'art, que és el fruitori. Una comitent coneguda va ser, per exemple, a Catalunya, Ermessenda de Carcassona.
Per a conèixer plenament una obra d'art, és a dir, incloent el seu valor històric i social, i no només l'estil artístic, cal tenir presents tres elements bàsics: el comitent, l'artista i el fruitori.
Els comitents de vegades són mencionats per algun document. Per exemple, en els temps més moderns solen figurar als contractes fets amb l'artista i en èpoques més anteriors poden constar en testaments, documents relacionats amb donacions, en dotalies o actes de consagració.